# Casa Dourada
A Casa Dourada (em latim: Domus Aurea) foi um palácio romano, desenhado para tirar partido das paisagens artificialmente criadas no coração da Roma Antiga pelo Imperador Romano Nero, depois do Grande Incêndio que devastou Roma em 64 ter varrido as habitações aristocráticas das encostas do monte Esquilino.
Bem! Finalmente posso começar a viver como um ser humano.— Nero, quando entrou pela primeira vez na Casa Dourada.
De acordo com a actual divisão administrativa do centro de Roma, a Casa Dourada está situada no rione Monti.

## História

### Construção
Construída em tijolo e argamassa durante os poucos anos que mediaram entre o Grande incêndio de Roma (64 d.C.) e o suicídio de Nero (68 d.C.), a extensa folha de ouro que lhe deu o nome não foi o único elemento extravagante da sua decoração: foram aplicados tectos estucados com pedras semi-preciosas e folheados de marfim, enquanto as paredes eram afrescadas, coordenando a decoração em diferentes temas em cada um dos principais grupos de salas. Plínio, o Velho assistiu à sua construção, como relata na sua Naturalis Historia.
Suetónio faz a seguinte afirmação acerca de Nero e da Casa Dourada:
Quando o edifício foi finalizado neste estilo e ele o consagrou, dignou-se a dizer nada mais no sentido da aprovação além de que ia finalmente começar a ficar alojado como um ser humano.
Embora o complexo da Casa Dourada cobrisse as encostas dos montes Palatino, Esquilino e Célio, com um grande lago artificial escavado nas terras pantanosas, o seu tamanho estimado é uma aproximação, já que uma grande parte da sua extensão ainda não foi escavada. Alguns eruditos acreditam que teria mais de 300 acres, enquanto outros estimam o seu tamanho em cerca de 100 acres. Suetónio descreveu o complexo como "ruinosamente pródigo", pois incluía campos de trigo, vinhas, prados onde pastavam carneiros, bosques povoados de gamos e outros animais selvagens, um lago artificial onde podiam navegar galeras — rus in urbe, ("campo na cidade"). Nero também encomendou ao grego Zenodorus uma colossal estátua de bronze, com 35,5 m (120 RF) de altura, de si próprio, o Colosso de Nero. Plínio, o Velho, no entanto, coloca a sua altura em apenas 30,3 metros (106,5 RF). A estátua foi colocada no exterior da entrada principal do palácio, um pátio com peristilo sobrelevado na continuidade do fórum, situado no terminus da Via Ápia, separando a cidade da villa privada. Esta estátua deve ter representado Nero como o deus Hélio vestido com o hábito do deus-sol romano Apolo, de acordo com algumas semelhanças encontradas por Plínio. Esta ideia é amplamente aceite entre os estudiosos, embora alguns estejam convencidos que Nero não foi identificado com o deus-Sol enquanto estava vivo. A face da estátua foi modificada pouco depois da morte de Nero, durante o reinado de Vespasiano, para se tornar numa verdadeira estátua ao deus-Sol. A cabeça do Colosso seria sucessivamente readaptada para reproduzir as cabeças dos sucessivos imperadores, até que Adriano a mudou de lugar, com a ajuda do arquitecto Decrianus e de 24 elefantes, para uma posição próxima do Anfiteatro Flaviano. Este edifício tomou o nome de "Coliseu" na Idade Média, em referência à estátua.
A Casa Dourada era uma villa de festa, como atesta a presença de 300 salas sem qualquer aposento para dormir. O palácio de Nero propriamente dito permaneceu no monte Quirinal. Estranhamente, ainda não foram redescobertas, até agora, cozinhas ou latrinas.
Às salas revestidas a mármore branco, brilhantemente polido, foram dadas plantas ricamente variadas, formadas por nichos e êxedras que concentravam ou dispersavam a luz o dia. Existiam tanques nos pavimentos e fontes que jorravam nos corredores. Nero dispensou grande interesse a cada detalhe do projecto, de acordo com os Annales de Tácito, e supervisionou os engenheiros-arquitectos, Celer e Severus, também responsáveis pela tentativa de construção do canal navegável, o qual Nero esperava que viesse a ligar Miseno com o lago de Averno.
Algumas das extravagâncias da Casa Dourada tiveram repercussões para o futuro. Os arquitectos desenharam duas das principais salas de jantar flanqueando um pátio octogonal, este último coroado por uma cúpula com um gigante óculo central para permitir a entrada de luz. Foi provavelmente a primeira vez que uma cúpula foi usada fora de um templo dedicado aos deuses, tal como o Panteão, e um uso inicial de concreto na construção. Uma inovação estava destinada a possuir uma enorme influência na arte do futuro: Nero colocou mosaicos, anteriormente restringidos aos pavimentos, nos tectos abobadados. Apenas sobreviveram fragmentos, mas esta técnica seria amplamente copiada, acabando por se tornar num elemento fundamental da arte cristã: os mosaicos absidais que decoraram tantas das igrejas de Roma, Ravena, Sicília e Constantinopla.
De acordo com Suetónio, Celer e Severo também criaram mecanismos engenhosos, movimentados por escravos, que faziam com que o tecto abaixo da cúpula girasse como os céus da astronomia antiga, enquanto era aspergido perfume e lançadas pétalas de rosa sobre os comensais. De acordo com alguns registos, talvez aumentados pelos inimigos políticos de Nero, numa ocasião foram lançadas tantas pétalas de rosa que um infeliz convidado foi asfixiado (uma história semelhante é contada a respeito do Imperador Heliogábalo).
"Nero deu as melhores festas, sempre", disse o arqueólogo Wallace-Hadrill numa entrevista quando a Casa Dourada foi reaberta aos visitantes, em 1999, depois de estar fechada durante vários anos para restauro. "Trezentos anos depois da sua morte, símbolos ostentando a sua cabeça ainda eram dados em espectáculos públicos - uma lembrança do maior de todos os homens de espectáculo". Nero, que tinha uma obsessão pelo seu estatuto como artista, certamente entendia as festas como obras de arte. O planeador das suas festas oficiais era Petrónio.
Afrescos cobriam todas as superfícies que não eram mais ricamente acabadas. O artista principal foi um tal de Fâmulo (ou Fábulo, de acordo com algumas fontes). A técnica a fresco, trabalhando com gesso húmido, exige um toque rápido e seguro: Fâmulo e a sua equipe cobriram uma área notável. Plínio, na sua História Natural, conta como Fâmulo ia, apenas algumas horas por dia, para a Casa Dourada, para trabalhar enquanto a luz estava apropriada. A velocidade da execução de Fâmulo deu uma maravilhosa unidade às suas composições e uma espantosa delicadeza à sua execução.
Plínio, o Velho apresenta Amúlio como um dos principais pintores da Casa Dourada.

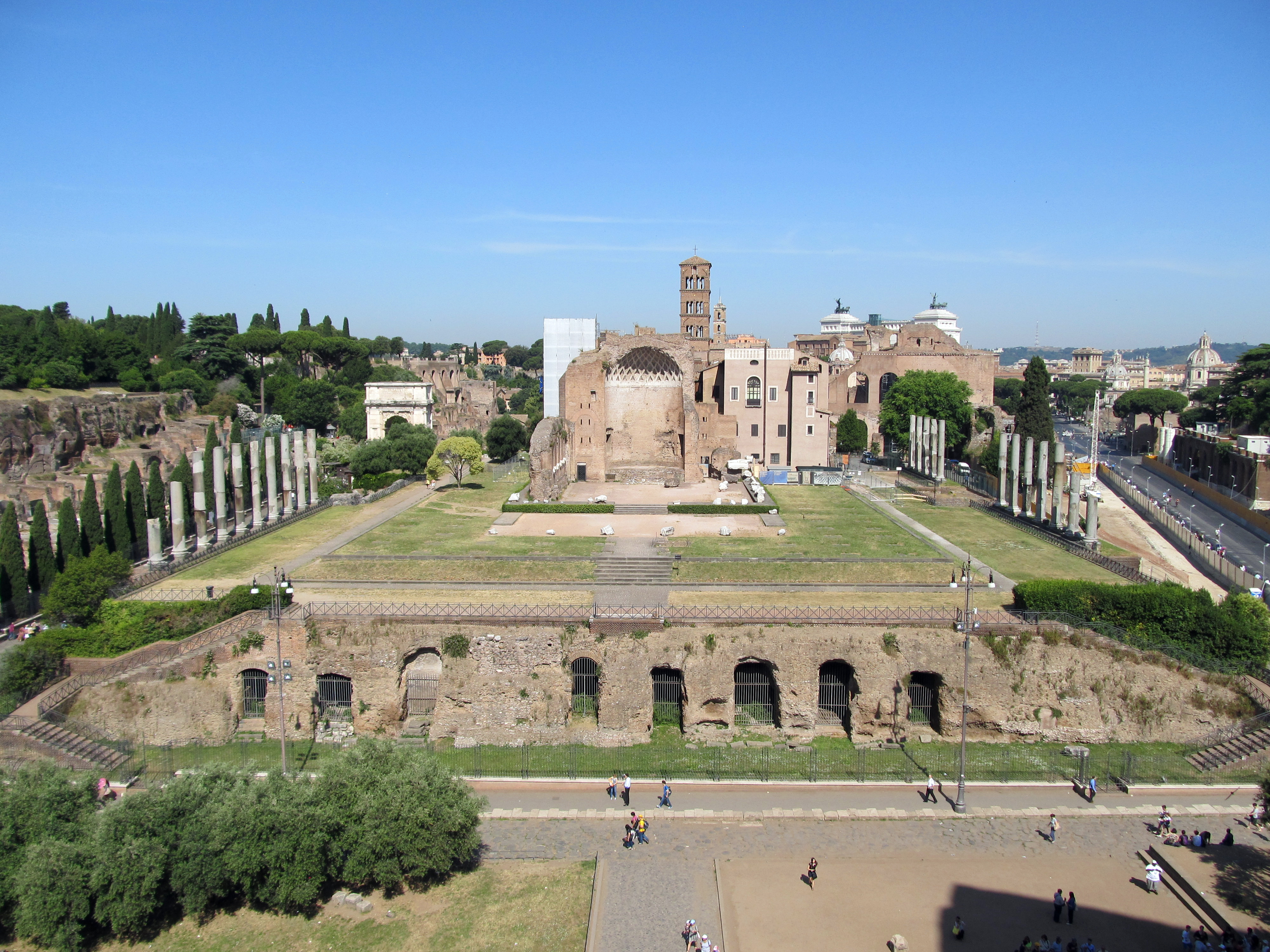
O Templo de Vénus e Roma visto do Coliseu.

Mais recentemente, viveu Amúlio, uma grave e séria personagem, mas um pintor no estilo florido. Por este artista foi criada uma Minerva, a qual tinha a aparência de estar sempre a olhar para os espectadores, qualquer que fosse o ponto de observação. Apenas pintava algumas horas por dia, e então com a maior gravidade, mantinha sempre a toga, mesmo quando estava a meio das suas execuções. O Palácio Dourado de Nero era a casa-prisão das produções deste artista, e portanto existem muito poucas que possam ser vistas noutro lugar.

### Damnatio memoriae
Depois da morte de Nero, a Casa Dourada foi um severo embaraço para o seu sucessor, Galba, que tratou de aplicar um processo de damnatio memoriae. Foi despida dos seus mármores, das suas joias e marfins no espaço duma década. Pouco depois da morte de Nero, o palácio e os terrenos, compreendendo 2,6 km² (cerca de 1 mi²), foram entulhados e destruídos: as Termas de Tito foram ainda construídas numa parte do lugar em 79. No sítio do lago, no meio dos terrenos do palácio, Vespasiano construiu o Anfiteatro Flaviano, o qual podia ser inundado à vontade, com o Colosso de Nero (Colossus Neronis) ao lado. As Termas de Trajano e o Templo de Vénus e Roma também foram construídos no lugar. No prazo de 40 anos, a Casa Dourada ficou completamente obliterada, enterrada debaixo das novas construções, embora paradoxalmente estas tenham assegurado a sobrevivência das pinturas das paredes, protegendo-as da umidade.

### Renascimento
Quando um jovem romano caiu, inadvertidamente, através de uma fenda na encosta do monte Aventino, no final do século XV, encontrou-se numa estranha caverna, ou gruta, cheia de figuras pintadas. Em breve, os jovens artistas de Roma se faziam descer em tábuas atadas com cordas, para poder admirá-las pessoalmente.
O "Quarto Estilo de Pompeia" descoberto então, tinha agora manchas cinzentas desbotadas no gesso, mas o efeito desta decoração grotesca descoberta de fresco foi electrificante no início do Renascimento, movimento que acabava de chegar a Roma. Quando Pinturicchio, Rafael e Michelangelo rastejaram sob a terra e desceram luzes para estudá-los, gravando os seus nomes nas paredes para que o mundo soubesse que haviam estado ali, as pinturas eram uma revelação do verdadeiro mundo da Antiguidade. Ao lado das assinaturas gravadas por visitantes posteriores, como Casanova e o Marquês de Sade, arranhados numa pequena parte de um fresco, estão os autógrafos de Domenico Ghirlandaio, Maarten van Heemskerck e Filippino Lippi .
Foi mesmo afirmado que várias obras de arte clássicas encontradas na época - como o Grupo de Laocoonte e a  Vênus Calipígia - foram achadas no interior ou nas proximidades dos restos da Casa Dourada, embora isso seja, actualmente, aceite como improvável (haviam sido removidas obras de arte de alta qualidade - para o Templo da Paz, por exemplo - antes da demolição da Casa Dourada).
O efeito dos afrescos nos artistas do Renascimento foi instantâneo e profundo (isto pode ser visto de forma mais óbvia na decoração de Raphael para as loggias no Vaticano), e as paredes brancas, delicadas grinaldas e bandas de frisos — reservas de molduras contendo figuras ou paisagens — tem regressado a intervalos desde então, de forma mais notável no classicismo de finais do século XVIII, o que fez de Fábulo um dos mais influentes pintores da História da Arte.

### Doséculo XXao presente
A descoberta permitiu a entrada de umidade - e isso iniciou um lento, mas inevitável processo de decadência. Fortes chuvadas foram culpadas pelo colapso dum pedaço de teto.
Preocupações crescentes com as condições do edifício e segurança dos visitantes, fizeram com que as ruínas da Casa Dourada fossem novamente encerradas no final de 2005, para novas obras de restauro. O complexo foi parcialmente reaberto no dia 7 de fevereiro de 2007.
No dia 30 de março de 2010, parte do teto desabou juntamente com parte da colina adjacente entulhando uma área de 100 metros quadados.

## Usos comerciais
O nome latino Domus Aurea acabou por significar, nos tempos modernos, riqueza, opulência e luxo.[carece de fontes?] Os usos comerciais do nome têm aumentado, aplicando-se de hotéis de luxo a bons vinhos, e usando o mesmo nome para se promoverem junto de um segmento de consumidores que estão muito longe do significado histórico, assim como da indicação de abundância que passa com o nome Domus Aurea.